# Shahrestān di Khorrambid
Lo shahrestān di Khorrambid (farsi شهرستان خرم‌بید) è uno dei 29 shahrestān della provincia di Fars, in Iran. Il capoluogo è Safashahr. Lo shahrestān è suddiviso in 2 circoscrizioni (bakhsh): 
- Centrale (بخش مرکزی)
- Mashad Marghab (بخش مشهد مرغاب), con capoluogo Qaderabad.